# Reghin
Reghin é uma cidade da Roménia, no distrito de Mureș com 36.023 habitantes. É conhecida como a cidade dos violinos, sendo produtora de remonados instrumentos musicais, especialmente os de arco.